# Großsteingräber bei Stendell
Die Großsteingräber bei Stendell waren mehrere megalithische Grabanlagen unbekannter Zahl vermutlich der jungsteinzeitlichen Trichterbecherkultur bei Stendell, einem Ortsteil von Schwedt/Oder im Landkreis Uckermark (Brandenburg). Sie wurden im 18. oder 19. Jahrhundert zerstört. Johann Christoph Bekmann nennt für mehrere Orte „Steinkreise“, in deren Mitte häufig ein größerer Stein lag. Gemeint sind hiermit Großsteingräber mit in die Grabkammer gestürztem Deckstein. Für Stendell nennt er Kreise aus 15–20 Steinen, macht aber keine näheren Angaben zu Anzahl, Ausrichtung, Maßen oder Typ der Anlagen. Leopold von Ledebur übernahm Mitte des 19. Jahrhunderts Bekmanns Bericht. Die Gräber scheinen also zu dieser Zeit bereits restlos zerstört gewesen zu sein.